# Carolina Cougars
Die Carolina Cougars waren eine Basketballfranchise aus der American Basketball Association, die von 1969 bis 1974 existierte. Ursprünglich waren die „Cougars“ unter dem Namen Houston Mavericks ein Gründungsmitglied der ABA 1967. Die Mavericks zogen Ende 1969 nach zwei erfolglosen Spielzeiten in Houston nach North Carolina. Die Farben der Cougars waren grün, blau und weiß.

## Geschichte
Die Geschichte der Carolina Cougars begann, als die Mannschaft aus Houston 1969 nach North Carolina umgesiedelt wurde. Während der 1970er hatte North Carolina keine größere Metropole, um eine Profimannschaft zu etablieren, also entschieden die Eigentümer, die Heimspiele in Charlotte im Charlotte Coliseum, Greensboro im Greensboro Coliseum, Raleigh in der Dorton Arena und dem Reynolds Coliseum und in Winston-Salem im Winston-Salem Memorial Coliseum als regionales Team auszutragen.
In der Anfangszeit waren die Carolina Cougars nicht besonders erfolgreich auf dem Platz. Sie beendeten die Saison 1969/70 mit 42 Siegen und Niederlagen, 1970/71 mit 34:50 Siegen und 1971/72 mit 35:49 Siegen. Nur 1969/70 erreichten die Cougars die Playoffs, verloren aber in der ersten Runde gegen die wesentlich stärkeren Indiana Pacers. Trotzdem hatten die Cougars ein ordentliches Fanaufkommen, besonders in Greensboro.
1972/73 heuerten die Carolina Cougers die ehemaligen ABA-Spieler Larry Brown und Doug Moe als Trainer an. Die Mannschaft war in dieser Saison ausreichen talentiert und beinhaltete die Spieler Billy Cunningham, Joe Caldwell und Mack Calvin. Alle drei spielten im All Star Game in dieser Saison und Cunningham wurde zum MVP ernannt. Carolina erreichte 57:27 Siege, was der beste Wert aller Teams in dieser Spielzeit war. In der ersten Runde der Playoffs schlugen die Cougars die New York Nets mit 4:1, verloren aber im Divisionsfinale knapp mit 3:4 gegen die Kentucky Colonels.
1973/74 erwies sich als letzte Saison für die Carolina Cougars in North Carolina. Trotz Verletzungen und interner Querelen beendeten sie die Saison mit 47:37 Siegen, wurden aber in der ersten Runde von den Kentucky Colonels aus den Playoffs gefegt. Ende 1974 zogen die Carolina Cougars nach Missouri und wurden zu den Spirits of St. Louis bis zur Vereinigung von ABA und NBA im Juni 1976. Die Spirits of St. Louis waren eins von nur zwei Teams der ABA, die bis zum Ende überlebten, aber nicht in die NBA aufgenommen wurden; das andere waren die Kentucky Colonels. (Die Virginia Squires lösten sich nach dem Ende der regulären Saison aber vor der Ligenvereinigung aus finanziellen Gründen auf.) Zur Zeit der Vereinigung planten die Eigentümer der Spirits, mit der Mannschaft nach Salt Lake City, Utah umzuziehen, um dort als Utah Rockies weiterzuspielen.
Die Cougars waren insgesamt mäßig erfolgreich und hatten mehr Fans als viele andere Vereine in der ABA; aber selbst diese Faktoren waren nicht genug, um den Umzug der Cougars zu verhindern. Das regionale Konzept dürfte auch ein Faktor gewesen sein; mehrere Personen, die im Buch Loose Balls von Terry Pluto zu Wort kamen, sagten, dass die Reisekosten, die durch das regionale Konzept entstanden, zum Scheitern der Cougars beigetragen habe.
Der Profibasketball kehrte 1988 nach North Carolina zurück, als die Charlotte Hornets in die NBA aufgenommen wurden, aber diese spielen seit 2002 in New Orleans. Zwei Jahre später spielten die Charlotte Bobcats ihre erste Saison in der NBA.